# Vîjhiv, Liuboml
Vîjhiv (în ucraineană Ви́жгів) este un sat în comuna Radehiv din raionul Liuboml, regiunea Volînia, Ucraina.

## Demografie
Componența lingvistică a localității Vîjhiv
     Ucraineană (100%)
Conform recensământului din 2001, toată populația localității Vîjhiv era vorbitoare de ucraineană (100%).